# Buse cendrée
Buteo nitidus
Espèce
Statut de conservation UICN

 LC  : Préoccupation mineure
Statut CITES
La Buse cendrée (Buteo nitidus) est une petite espèce de rapaces de la famille des Accipitridae vivant en bordures des forêts et dans les zones déboisées.
La Buse grise (B. plagiatus) était autrefois considérée comme une sous-espèce de la Buse cendrée. Elle en est séparée dans la classification Monroe et Sibley en 1993, et le Congrès ornithologique international suit ce classement en 2012.

## Description
Ce rapace mesure environ 41 cm de longueur. Il présente un plumage gris uniforme dessus et finement rayé dessous. La queue est marquée par une alternance de bandes sombres et claires dont une large et blanche bien visible. Les ailes courtes et larges sont adaptées à la chasse en milieu forestier.

## Répartition
Cet oiseau se rencontre du sud du Costa Rica au nord de l'Argentine. On le rencontre aussi sur l'île de Trinidad.

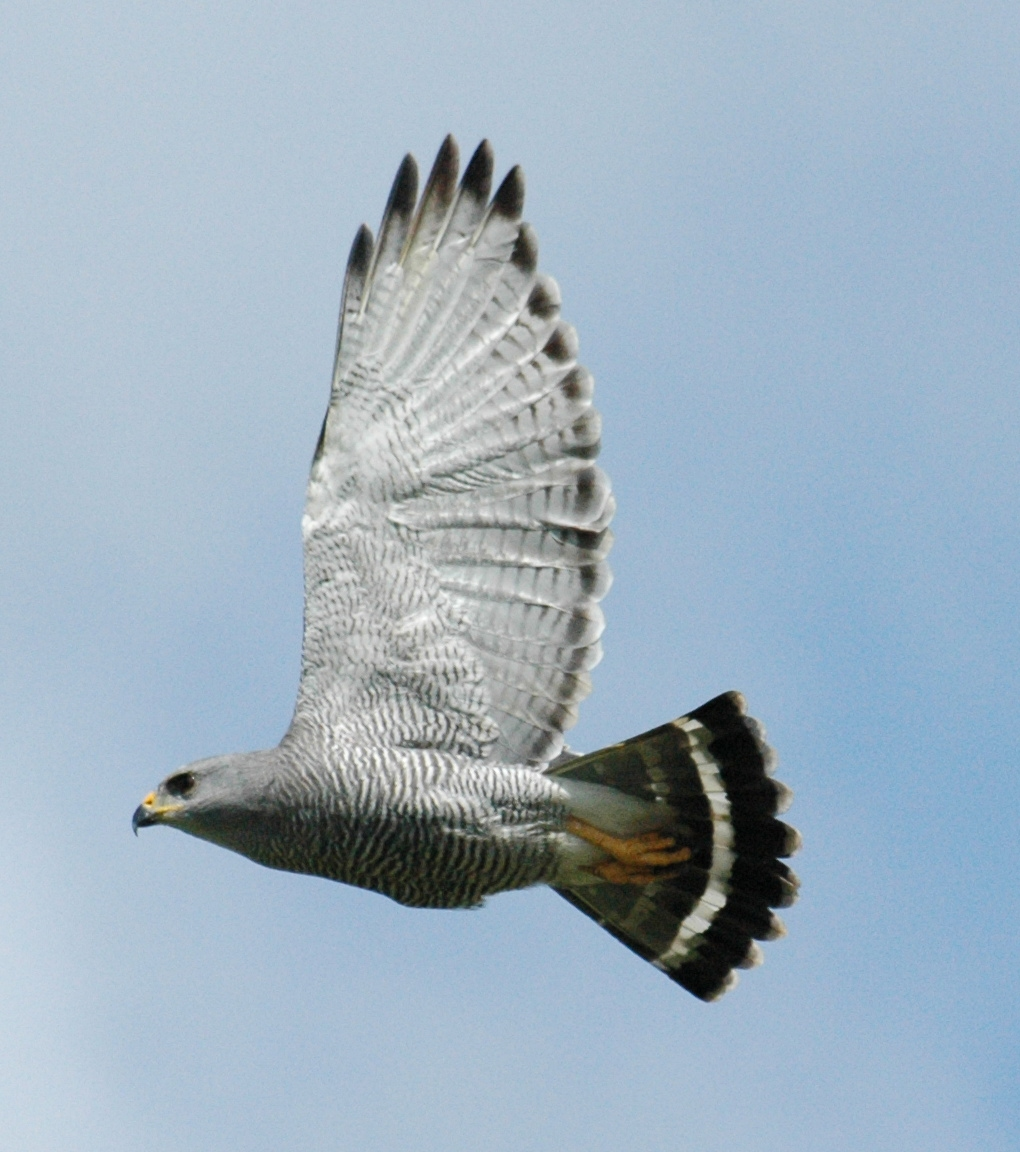
Buse cendrée en vol

## Habitat
Cet oiseau fréquente les savanes et les lisières forestières.

## Alimentation
Cet oiseau consomme des lézards, des petits mammifères, des gros insectes et des oiseaux.

## Sous-espèces
D'après la classification de référence (version 14.1, 2024) de l'Union internationale des ornithologues, la Buse cendrée possède 3 sous-espèces (ordre philogénique) : 
- Buteo nitidus blakei Hellmayr & Conover, 1949 ;
- Buteo nitidus nitidus (Latham, 1790) ;
- Buteo nitidus pallidus (Todd, 1915).